# ERICH4
ERICH4 (англ. Glutamate rich 4) – білок, який кодується однойменним геном, розташованим у людей на довгому плечі 19-ї хромосоми. Довжина поліпептидного ланцюга білка становить 130 амінокислот, а молекулярна маса — 14 477.
| 10         |  | 20         |  | 30         |  | 40         |  | 50         |
| ---------- |  | ---------- |  | ---------- |  | ---------- |  | ---------- |
| MELWRQLNQA |  | GLVPPGLGPP |  | PQALREVSPV |  | EIPGQTLRTA |  | GADTGGACDS |
| LLWIREELGN |  | LRRVDVQLLG |  | QLCSLGLEMG |  | ALREELVTIL |  | EEEEESSKEE |
| EEDQEPQRKQ |  | EEEHLEACPA |  | PHPPDFEMMI |  |            |  |            |

A: Аланін

C: Цистеїн

D: Аспарагінова кислота

E: Глутамінова кислота

F: Фенілаланін

G: Гліцин

H: Гістидин

I: Ізолейцин

K: Лізин

L: Лейцин

M: Метіонін

N: Аспарагін

P: Пролін

Q: Глутамін

R: Аргінін

S: Серин

T: Треонін

V: Валін